# Germán Araújo
José Germán Araújo (Montevideo, 2 de septiembre de 1938 - 9 de marzo de 1993) fue un periodista y político uruguayo.

## Biografía
En su infancia fue alumno del Colegio Seminario de Montevideo. Durante su juventud inició un noviciado sacerdotal, abandonando poco después. Comenzó su militancia política en filas de la Unión Cívica del Uruguay. Después viraría a posiciones de izquierda, acercándose al Frente Amplio.
Dirigió durante años CX 30 La Radio, desde donde se opuso a la dictadura militar. Sus audiciones en la 30 fueron un símbolo de la lucha contra la dictadura militar y Germán uno de sus principales portavoces.
En las elecciones de 1984 fue elegido al Senado en la lista 10001, junto con Francisco Rodríguez Camusso. Asumió la banca en 1985 y fue expulsado con los votos del Partido Nacional y Colorado, en 1986, bajo el alegato de haber provocado una asonada con motivo de la aprobación parlamentaria de la Ley de Caducidad.
Por estos años publicó un libro titulado Y sé todos los cuentos, el cual consistió en una extensa entrevista que le realizara el periodista Efraín Chury Iribarne.

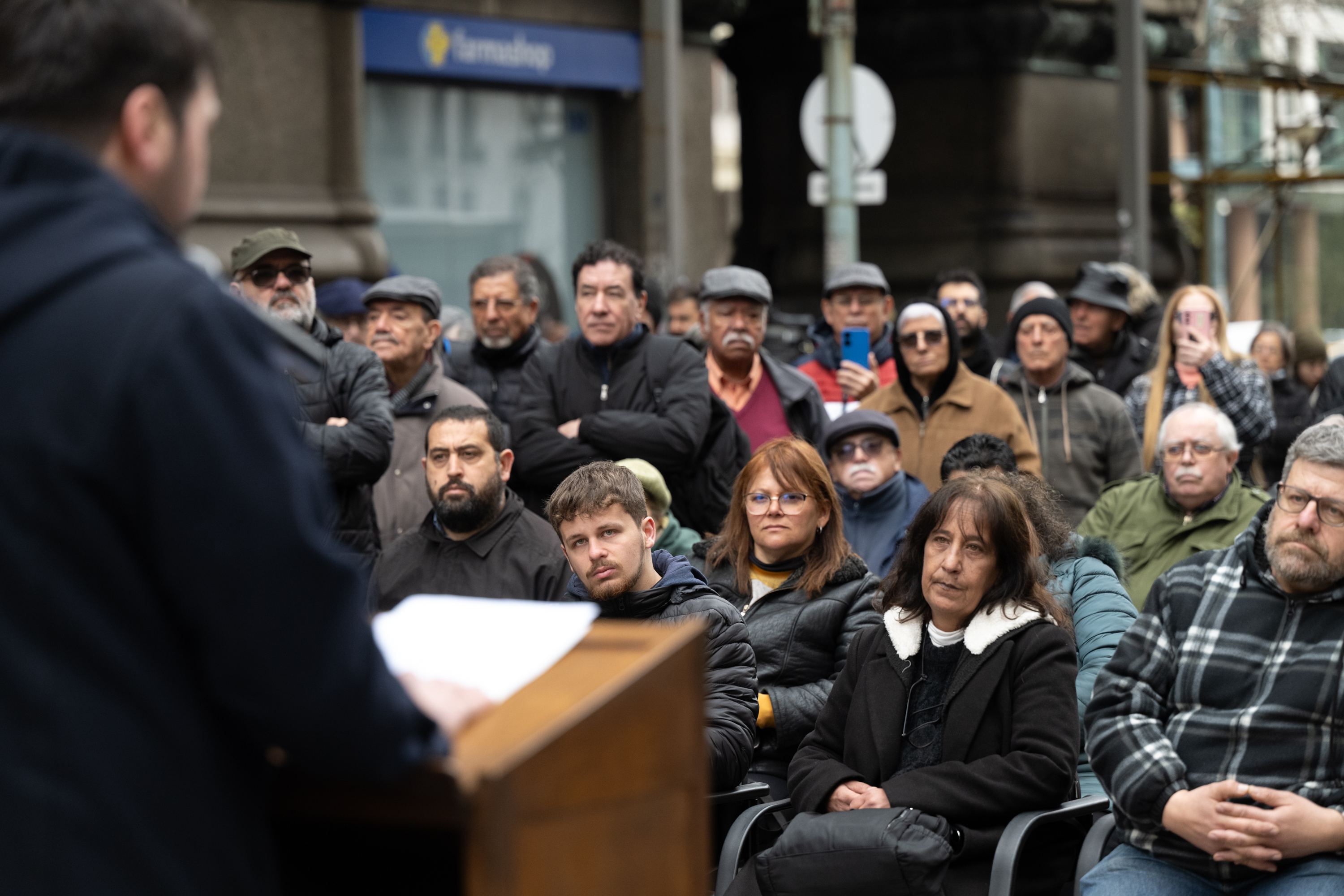
Inauguración de la calle José Germán Araújo el 2/9/2024

En 1989 fundó la Corriente de Unidad Frenteamplista, siendo acompañado por Carlos Bouzas y otros dirigentes. En las elecciones de dicho año, con la consigna "Para reparar una injusticia, Germán de nuevo al Senado", volvió a ser elegido senador, por la lista 1001. Falleció en 1993, víctima de un tumor cerebral.
Una marca de la memoria colocada el 29 de agosto de 2014 en la entrada de CX 30 recuerda a Germán Araújo y su trabajo en defensa de la democracia y los derechos humanos. El 2 de setiembre de 2024 una calle céntrica de Montevideo pasó a llamarse José Germán Araújo.